# Aurelius Frobenius
Aurelius Erasmus Frobenius (1539-1587) (* Basileia, 1539 † Basileia, 1587) foi livreiro e editor suíço, filho de Hieronymus Frobenius (1501–1563) e irmão de Ambrosius Frobenius (1537–1602).